# إسابيل فرنانديث غوتييريث
إسابيل فرنانديث غوتييريث (بالإسبانية: Isabel Fernández Gutiérrez، ولدت في 1 فبراير 1972، أليكانتي، بلنسية، إسبانيا) لاعبة جودو إسبانية. تتخصص في وزن تحت 57 كيلوغرام.
حصلت على الميدالية الذهبية في دورة الألعاب الأولمبية الصيفية عام 2000 في سيدني، كما حازت على الميدالية الذهبية في بطولات العالم للجودو عام 1997، وعلى ست ميداليات ذهبية في بطولات أوروبا للجودو.

## إنجازاتها

### الألعاب الأولمبية الصيفية
- 1996 أتلانتا  الولايات المتحدة:  ميدالية برونزية في وزن تحت 56 كغم.
- 2000 سيدني  أستراليا:  ميدالية ذهبية في وزن تحت 57 كغم.

### بطولة العالم للجودو
- 1997 باريس  فرنسا:  ميدالية ذهبية في وزن تحت 56 كغم.
- 1999 برمينغهام  المملكة المتحدة:  ميدالية فضية في وزن تحت 57 كغم.
- 2001 ميونخ  ألمانيا:  ميدالية برونزية في وزن تحت 57 كغم.
- 2007 ريو دي جانيرو  البرازيل:  ميدالية فضية في وزن تحت 57 كغم.

### بطولة أوروبا للجودو
- 1995 برمينغهام  المملكة المتحدة:  ميدالية فضية في وزن تحت 56 كغم.
- 1996 لاهاي  هولندا:  ميدالية برونزية في وزن تحت 56 كغم.
- 1997 أوستندي  بلجيكا:  ميدالية فضية في وزن تحت 56 كغم.
- 1998 أوفييدو  إسبانيا:  ميدالية ذهبية في وزن تحت 57 كغم.
- 1999 براتيسلافا  سلوفاكيا:  ميدالية ذهبية في وزن تحت 57 كغم.
- 2001 باريس  فرنسا:  ميدالية ذهبية في وزن تحت 57 كغم.
- 2002 ماريبور  سلوفينيا:  ميدالية برونزية في وزن تحت 57 كغم.
- 2003 دوسلدورف  ألمانيا:  ميدالية ذهبية في وزن تحت 57 كغم.
- 2004 بوخارست  رومانيا:  ميدالية ذهبية في وزن تحت 57 كغم.
- 2005 روتردام  هولندا:  ميدالية برونزية في وزن تحت 57 كغم.
- 2006 تامبيري  فنلندا:  ميدالية برونزية في وزن تحت 57 كغم.
- 2007 بلغراد  صربيا:  ميدالية ذهبية في وزن تحت 57 كغم.
- 2008 لشبونة  البرتغال:  ميدالية فضية في وزن تحت 57 كغم.

## روابط خارجية
- إسابيل فرنانديث غوتييريث على موقع الفيدرالية الدولية للجودو (الإنجليزية)
- إسابيل فرنانديث غوتييريث على موقع JudoInside.com (الإنجليزية)
- إسابيل فرنانديث غوتييريث على موقع أوليمبيديا (الإنجليزية)